# Герман Вартбергский
Герман Вартбергский, или Герман фон Вартберг (нем. Hermann von Wartberge, лат. Hermanis Vartberges; около 1330 — 1380) — ливонский священник, хронист и дипломат, капеллан магистра, затем брат Ливонского ордена, автор «Ливонской хроники» (нем. Chronik von Livland).

## Биография
Судя по всему, являлся выходцем из Нижней Саксонии, так как уроженцы именно этого региона в те времена активно участвовали в захвате земель на востоке. Об этом говорит и тот факт, что многие имена и названия приводятся в его хронике на нижненемецком языке. По другим данным, родился в Вартберге (нем. Wartberg) в Вестфалии (совр. Варбург, нем. Warburg в земле Северный Рейн-Вестфалия). Уроженец этого города и его возможный предок Герман фон Вартберг упоминается в хрониках под 1277—1278 годами в качестве бургомистра вестфальского г. Марсберга; под 1307 годом в документах фигурирует также некий Вильгельм фон Вартберг из Путлица (Бранденбург).
Эрнст Готфрид Штрельке, издатель и переводчик его труда с латыни на немецкий, полагал, что он сначала был священником, и лишь в зрелом возрасте вступил в орден. Примерно с 1358 года он служил капелланом в Ливонии, сначала у магистров Госвина фон Херике (1345—1359) и Арнольда фон Фитингхофа (1360—1364), а затем у их преемника Вильгельма фон Фримерсхайма (1364—1385), после чего сам стал орденским братом. Судя по всему, он неоднократно участвовал в походах против литовцев и прочих язычников на захваченных орденом землях, а в 1366 году в качестве орденского посла присутствовал на съезде в Данциге, где под председательством тевтонского гроссмейстера Винриха фон Книпроде велись переговоры с семью епископами и Ганзой, в результате которых рижский архиепископ Фромхольд Фюнфгаузен (1348—1369) отказался от церковной власти над орденом, а ливонский магистр фон Фримерсхайм — от завоёванной в ходе разразившейся 36 годами ранее гражданской войны города Риги. Некоторые делают из этого вывод, что Герман Вартбергский был тогда уже в зрелых годах.
В документах упоминается некий брат Герман, участвовавший в заключении 31 мая 1380 года Довидишковского договора с литовским князем Ягайло и полочанами. Вполне вероятно, что речь идёт именно о хронисте Германе Вартбергском, скончавшемся, таким образом, не ранее этой даты.

## Сочинения
«Ливонская хроника» (лат. Chronicon Livoniae) Германа Вартбергского, составленная не позже 1380 года на латыни, погодно излагает историю ордена, начиная с 1180-го, и кончая 1378 годом. Автор последовательно, хотя и не всегда подробно и точно, рассказывает о немецкой колонизации Ливонии, покорении и крещении местных языческих племён и дальнейших войнах ордена против литовцев и русских.
Наибольшую ценность представляют собой сообщения о деятельности первых немецких миссионеров в Ливонии, епископов Мейнарда фон Зегеберта, Бертольда Шульте и Альберта Буксгевдена (1196—1229), о Раковорском сражении ливонцев с новгородцами (1268), о борьбе ордена с повстанцами-куршами и земгалами, а также рижскими и эзельскими пиратами, о гражданской войне в Ливонии (1297—1330) и крестьянской войне в Эстонии (1343—1345), о ливонских походах польского короля Владислава I (1330) и литовских князей Кейстута (1345) и Ольгерда (1369), о съезде в Дерпте (1362) и переговорах в Данциге (1366), о походах в Литву великого магистра Винриха фон Книпроде и битве при Рудау (1370), и др.
Первая часть хроники основана на более ранних письменных источниках, в частности, Старшей Ливонской рифмованной хронике конца XIII века, местами же передаёт устную традицию. Начиная с 1358 года хроника содержит более развёрнутые сведения, и некоторых события описываются автором явно в качестве очевидца, что даёт основание считать именно этот год началом службы последнего в Ливонии. Единственная полная рукопись хроники, относящаяся к XVI веку, хранится в Государственном архиве в Гданьске (Польша).
Герман составил также реляцию о переговорах с епископами и Ганзой в 1366 году в Данциге, рукопись которой хранится в Тайном архиве Прусского культурного наследия в Берлине.

## Публикации
- Вартберг Герман. Ливонская хроника // Тевтонский орден. Крах крестового похода на Русь / Сост. А. Р. Андреев, С. А. Шумов. — М.: Алгоритм; Эксмо, 2005. — (Тайные секты и ордена). — С. 204—291. — ISBN 5-699-12382-2.
- Hermanni de Wartberge Chronicon Livoniae. Hrsg. von Ernst Gottfried Wilhelm Strehlke // Scriptores rerum Prussicarum. Die Geschichtsquellen der preussischen Vorzeit bis zum Untergange der Ordensherrschaft. — Band 2. — Leipzig: S. Hirzel, 1863. — S. 21-116.
- Hermanni de Wartberge Chronicon Livoniae. Hrsg. von Ernst Gottfried Wilhelm Strehlke. — Leipzig: S. Hirzel, 1863. — 174 s. (Separatabdruck).
- Die livlandische Chronik Hermann’s von Wartberge. Aus dem Lateinischen übersetzt von Ernst Strehlke. — Berlin und Reval: Druck von Gebr. Unger, 1864.
- Livonijos kronikos. Henrikas Latvis, Hermanas Vartbergė. Iš lotynø kalbos verté, ávadà ir paaiškinimus parašé akademikas Juozas Jurginis. — Vilnius: Mokslas, 1991. — 224 p. — ISBN 5-420-00466-6.
- Ēvalds Mugurēvičs (Hrsg.). Vartberges Hermaņa Livonijas hronika. — Riga: Latvijas vēstures institūta apgāds, 2005. — 334 lpp. — ISBN 998-4-601-44-7.
- Die Livländische Chronik des Hermann von Wartberge // Geschichtsschreibung im mittelalterlichen Livland, hrsg. von Matthias Thumser. — Berlin, 2011. — S. 59-86.